# ブリスベン川

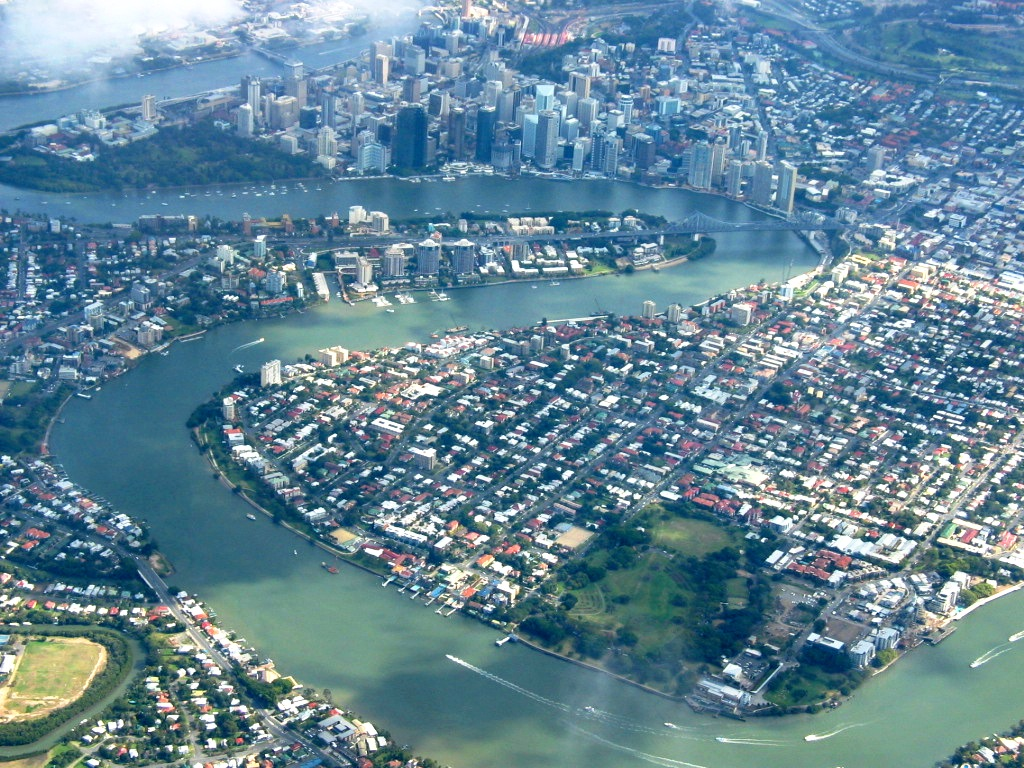
ブリスベン都心部とブリスベン川

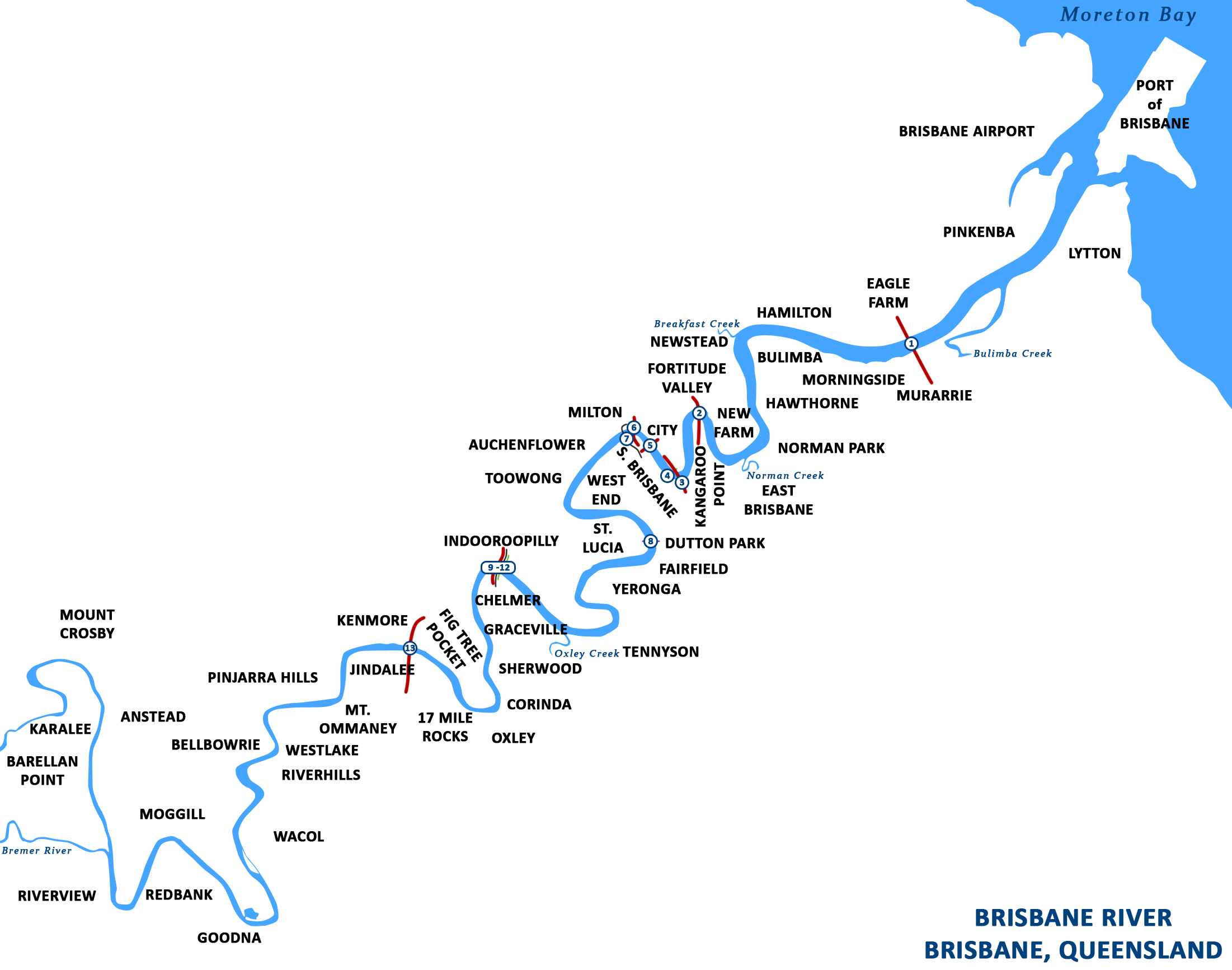
ブリスベン川は市内を蛇行するように流れている

ブリスベン川（ブリスベンがわ、Brisbane River ）はオーストラリア連邦クイーンズランド州南東部を流れる河川である。1823年、ニューサウスウェールズ州総督トーマス・ブリスベンに因んで探検家ジョン・オクスレイにより名付けられた。
州都ブリスベンを流れ、モートン湾へ注いでいる。現在シティ・キャットフェリーが運航している。

## 支流
- Bulimba Creek
- Breakfast Creek
- Norman Creek
- Oxley Creek
- Moggill Creek
- Bremer River
- Lockyer Creek
- Stanley River

比較的小さい支流：Wolston Creek, Woogaroo Creek,Cubberla Creek, Goodna Creek, Six Mile Creek, Bundamba Creek, Pullen Pullen Creek および Kholo Creek.

## 橋梁
ブリスベン市内には15の橋が架けられているほか、ブリスベン川の下部を通り、ブリスベンCBDを通過するクレム・ジョーンズ・トンネルが2010年3月に開通した。

## 災害
- 1841年1月14日（最高水位）
- 1893年2月
- 1974年1月27日（20世紀最大の被害）